# 6029 Edithrand
6029 Edithrand este o planetă minoră (asteroid), cu un diametru de 2,271 km, din centura de asteroizi. A fost descoperită pe 14 ianuarie 1948 la Lick Observatory⁠(d) de Edith Wirtanen⁠(d) și a fost numită după Edith Wirtanen⁠(d). 
Obiectul prezintă o orbită caracterizată de o semiaxă mare de 1,9273784 UAi, o excentricitate de 0,08, o înclinație de 24,27128 ° în raport cu ecliptica.